# Aequat causa effectum
Die lateinische Phrase aequat causa effectum (‚die Ursache entspricht der Wirkung‘) ist eine scholastische Regel über den Zusammenhang von Grund und Folge, nach der die Eigenschaften des Grundes die Eigenschaften der Folge völlig bestimmen.

## Bedeutung
Aequat causa effectum (auch causa aequat effectum) bezeichnet sowohl die Annahme, dass zwischen Grund und Folge eine quantitative Gleichheit herrscht, wie auch die Annahme, dass jeder veränderten Eigenschaft des Grundes eine veränderte Eigenschaft der Folge entsprechen muss. Grund und Folge können dabei sowohl logisch, als begriffliches Begründungsverhältnis, aber auch als ontologisches Kausalverhältnis verstanden werden. Keine der beiden Annahmen kann aber ohne Weiteres als zwingend angesehen werden, es handelt sich vielmehr um eine Merkregel, deren Gültigkeit als Heuristik bzw. als Grundsatz von Annahmen darüber abhängt, was als Grund und Folge in Frage kommt.

## Rezeptionsgeschichte
Der Grundsatz ist als metaphysischer Grundsatz spätestens seit dem Spätmittelalter diskutiert worden. In Philosophie und Theologie wurde die Regel Aequat causa effectum gelegentlich im Sinne einer Abduktion avant lettre verwendet, um Rückschlüsse von einer bekannten Wirkung auf die (unbekannte oder nur teilweise bekannte) Ursache anzustellen. Diese Schlüsse sind ohne weitere Voraussetzungen aber nur plausibel und nicht logisch zwingend, so dass sie durchaus Fehlschlüsse darstellen können.
Einige Vertreter des frühneuzeitlichen Rationalismus gingen von einer Ähnlichkeit oder Proportionalität von Ursache und Verursachtem aus und versuchten so, Eigenschaften von Ursachen aus bekannten Eigenschaften der Wirkung zu ermitteln. Noch René Descartes verwendete den Satz causa aequat effectum für einen Gottesbeweis. Seit Gottfried Wilhelm Leibniz dominiert eine naturphilosophische Lesart: Leibniz setzte die Wendung causa aequat effectum 1695 als ein metaphysisches Gesetz in seiner Bewegungslehre ein, das nicht nur die Proportionalität, sondern Gleichheit von Ursache und Wirkung forderte.
Die von Leibniz vertretene Ansicht hielt sich teilweise bis in die Physik des 19. Jahrhunderts und inspirierte den Gedanken der Wirkungserhaltung bei Robert Mayer, nach dem Ursachen und Wirkungen nur wandelbare Erscheinungen des gleichen Grundobjekts sind. Ob es sich dabei nicht um eine Fehlinterpretation der Regel handelt, ist fraglich; in der physikalischen Literatur dominiert seit dem aber diese Lesart.